# Christabel Nettey
Christabel Nettey (Brampton, 2 de junio de 1991) es una deportista de Canadá que compite en atletismo, especialista en la prueba de salto de longitud.
Ganó una medalla de oro en los Juegos Panamericanos de 2015 y dos medallas en los Juegos de la Mancomunidad, bronce en 2014 y oro en 2018. Participó en dos Juegos Olímpicos, Río de Janeiro 2016 y Tokio 2020.